# Fachagentur Nachwachsende Rohstoffe

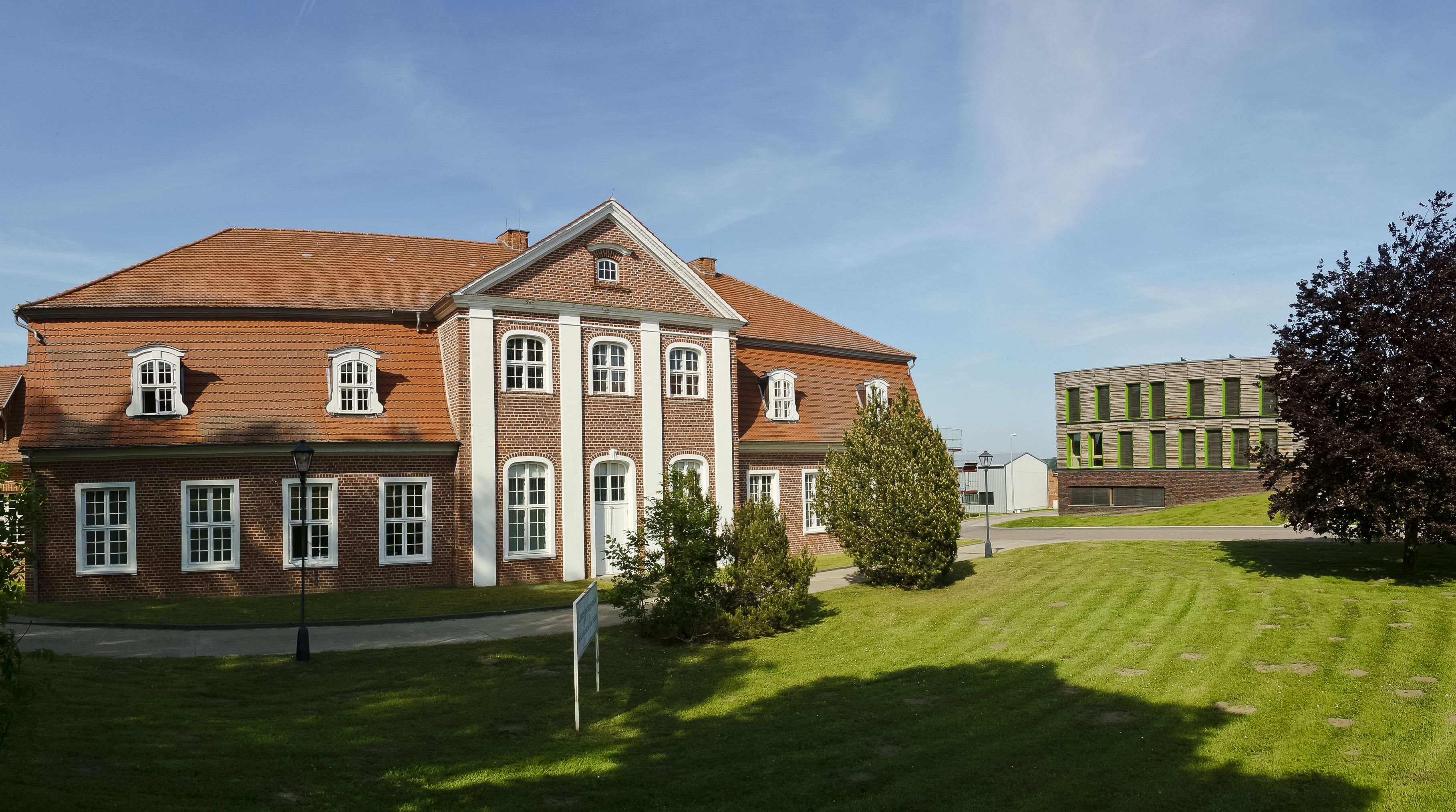
Sitz der FNR in Gülzow

Die Fachagentur Nachwachsende Rohstoffe e. V. (FNR) wurde 1993 auf Initiative der Bundesregierung mit der Maßgabe ins Leben gerufen, Forschungs-, Entwicklungs- und Demonstrationsprojekte im Bereich nachwachsender Rohstoffe zu fördern.
Die FNR untersteht dem Bundesministerium für Ernährung und Landwirtschaft (BMEL). Als Projektträger betreut sie Förderprogramme und Förderrichtlinien verschiedener Bundesministerien.

## Organisation
Die FNR ist ein eingetragener Verein mit dem laut Satzung vorgesehenen Zweck, einen wirksamen und kontinuierlichen Beitrag für die Entwicklung und den Einsatz nachwachsender Rohstoffe insbesondere unter Berücksichtigung von Nutzungskonkurrenzen, direkten und indirekten Flächeneffekten, Biomassekonversionen sowie von partiellen und übergreifenden Nachhaltigkeitskonzepten zu leisten.
Die Organe der FNR sind:
- die Mitgliederversammlung, bestehend aus bis zu 7 stimmberechtigten Mitgliedern, die dem Bundesministerium für Ernährung und Landwirtschaft (BMEL) oder dessen Geschäftsbereich angehören, sowie Fördermitglieder, die die Arbeit der FNR beratend unterstützen,
- der Vorstand,
- der fachliche Beirat und der Vorstand des fachlichen Beirats, die ebenfalls beratend tätig sind, sowie
- die zur Geschäftsführung bestellte Person.[4]

## Aufgaben
Zweck der FNR ist es, einen wirksamen und kontinuierlichen Beitrag für die Entwicklung und den Einsatz nachwachsender Rohstoffe insbesondere unter Berücksichtigung von Nutzungskonkurrenzen, direkten und indirekten Flächeneffekten, Biomassekonversionen sowie von partiellen und übergreifenden Nachhaltigkeitskonzepten zu leisten.
Zur Erfüllung dieses Zwecks hat die FNR nach Übertragung durch das Bundesministerium für Ernährung und Landwirtschaft (BMEL) unter besonderer Berücksichtigung der Wirtschaftlichkeit und der Umweltbelange insbesondere folgende Aufgaben:
- die Mitwirkung bei der Planung und die treuhänderische Durchführung von Förderprogrammen des Bundes im Bereich nachwachsender Rohstoffe unter der Rechts- und Fachaufsicht des BMEL (Projektträgerschaft) sowie in diesem Zusammenhang
- die Sammlung und Aufbereitung entsprechender Fachinformationen und
- die Information insbesondere des Bundes und der Länder sowie der Industrie, der Land- und Forstwirtschaft und der Verbraucher auf dem Gebiet der nachwachsenden Rohstoffe sowie die dazu notwendige Öffentlichkeitsarbeit.[5]

Soweit es für die Zweckerfüllung hinsichtlich der Entwicklung und des Einsatzes nachwachsender Rohstoffe erforderlich ist, übernimmt die FNR hierfür nach Genehmigung durch das BMEL im Einzelfall auch Aufgaben der Beratung und Dienstleistung in Projekten auf europäischer und außereuropäischer Ebene.
Die FNR führt selbst keine Forschungs- und Entwicklungsarbeiten durch.
Das Kompetenz- und Informationszentrum Wald und Holz (KIWUH) ist eine Organisationseinheit innerhalb der Fachagentur Nachwachsende Rohstoffe. Es arbeitet im Auftrag des Bundesministeriums für Ernährung und Landwirtschaft (BMEL) und bündelt Aktivitäten rund um die Bereiche Wald und Holz. Hauptaufgaben des Zentrums sind die Unterstützung von Forschung und Entwicklung zu den Themenbereichen Wald und Holz, die Aufbereitung und Bereitstellung von Fachinformationen aus aktuellen Forschungsergebnissen sowie Bereitstellung von Bürger- und Verbraucherinformationen.

## Bedeutung nachwachsender Rohstoffe
Die fossilen Ressourcen wie Kohle, Erdöl und Erdgas werden weltweit immer knapper. In dieser Situation ist Deutschland wie viele andere Industrieländer zunehmend auf alternative Rohstoffquellen angewiesen. Nachwachsende Rohstoffe, das heißt land- und forstwirtschaftliche Rohstoffe pflanzlichen und tierischen Ursprungs, die stofflich oder energetisch genutzt werden, leisten hier einen wichtigen Beitrag. Sie helfen zudem, den Klimawandel zu bremsen, in dem sie bei der energetischen Nutzung weniger Treibhausgase freisetzen als fossile Rohstoffe und bei der stofflichen Nutzung sogar Kohlendioxid – teilweise über sehr lange Zeiträume – binden.
Sie dienen der Versorgungssicherheit, denn sie sind nicht endlich und können in nahezu allen Ländern der Erde gewonnen werden. Ihre Nutzung ist häufig mit Umweltvorteilen verbunden, zum Beispiel in umweltsensiblen Bereichen. Produkte aus ihnen sind oftmals weniger (öko-)toxisch und ihre Herstellung häufig weniger energieaufwändig. Zudem bietet der Anbau nachwachsender Rohstoffe entgegen der öffentlichen Wahrnehmung nicht nur Risiken, sondern auch Chancen für ein breiteres Artenspektrum in der Landwirtschaft. Denn schließlich ist die Palette der Energie- und Rohstoffpflanzen erheblich und viel größer als das Spektrum der heute vorwiegend angebauten Nahrungs- und Futterpflanzen.
Werden nachwachsende Rohstoffe in heimischer Land- und Forstwirtschaft erzeugt und hierzulande auch weiterverarbeitet und verbraucht, bleibt die damit zusammenhängende Wertschöpfung im Land und generiert in der Regel neue Arbeitsplätze. Gerade für den strukturschwachen und oft von Abwanderung geprägten ländlichen Raum bietet dies große Chancen und neue Perspektiven für die Menschen vor Ort.
Nachwachsende Rohstoffe kommen in den unterschiedlichsten Bereichen der Industrie und im privaten Umfeld zum Einsatz. Neben der speicherbaren Bioenergie, die mittels verschiedener Verfahren in Strom, Wärme und/oder Kraftstoffe umgewandelt werden kann, gibt es bei der stofflichen Nutzung nachwachsender Rohstoffe ein immenses Produktspektrum. Es reicht von Baustoffen über Papier und Pappe, Werkstoffe, Schmierstoffe, Zwischen- und Endprodukte für die chemische Industrie bis hin zu Arzneimitteln, Kosmetika, Farbstoffen, Textilien und vielem mehr.

## Sonstiges
Mit einem einzigartigen Pilotprojekt konnte die FNR gemeinsam mit dem Wikimedia Deutschland und dem nova-Institut von 2007 bis 2010 das erste staatlich geförderte Projekt innerhalb der Wikipedia zum Aufbau des Themenbereich Nachwachsende Rohstoffe durchführen.